# آلن اسکات (کمیک)
آلن لد ولینگتون اسکات (به انگلیسی: Alan Ladd Wellington Scott) یک شخصیت خیالی ابرقهرمان در کتاب‌های کامیک آمریکایی منتشر شده توسط دی‌سی کامیکس است و اولین ابرقهرمانی به‌شمار می‌رود که لقب فانوس سبز را یدک کشید. شخصیت آلن اسکات توسط بیل فینگر و مارتین نودل خلق شده‌است که برای اولین بار در شمارهٔ ۱۶ مجموعه آل آمریکن کامیکس (ژوئیه ۱۹۴۰) حضور پیدا کرد.

## در دنیاهای دیگر

### نیو ۵۲: زمین ۲
در زمین ۲ (دنیای موازی درون دنیای چند جهانی دی‌سی) دوباره معرفی شد. این نسخه از فانوس سبز با گرین مرتبط است، یک قلمرو/ موجودیت عرفانی که تمام حیات گیاه‌شناسی روی زمین را به هم متصل می‌کند. در ۱ ژوئن ۲۰۱۲، دی‌سی اعلام کرد که اسکات دوباره به عنوان یک مرد همجنسگرا تصور می‌شود. در شماره ۳، اسکات نشان می‌دهد که دوست پسری به نام سام ژائو دارد که قصد دارد در تعطیلات در چین از او خواستگاری کند. قبل از اینکه او بتواند این کار را انجام دهد قطاری که زوج در آن سفر می‌کنند ناگهان خراب می‌شود. شعله سبز مرموز از اسکات محافظت می‌کند و او را شفا می‌دهد. صدایی بی‌جسم به او اطلاع می‌دهد که سقوط توسط نیرویی رخ داده‌است که تمام جهان را تهدید می‌کند و سام زنده نمانده‌است. سپس به اسکات غمگین گفته می‌شود که به او قدرت داده خواهد شد تا از عشق خود انتقام بگیرد و از جهان محافظت کند. شعله لباسی برای او ایجاد می‌کند و حلقه نامزدی سام را به حلقه ای قدرتمند تبدیل می‌کند که اسکات می‌تواند با استفاده از آن قدرت خود را مهار کند. اسکات که دوباره به عنوان فانوس سبز متولد می‌شود، به کمک سایر بازماندگان می‌رود و برای سام قسم می‌خورد که انتقام می‌گیرد. گرین لنترن توسط فلش و هاوکگرل در مبارزه با او کمک می‌کند، اما اتم با پریدن روی او در اندازه غول پیکر، او را موقتاً پایین می‌آورد. نبرد ادامه می‌یابد تا اینکه اسکات یک بار دیگر گراندی را به ماه تبعید می‌کند، جایی که نه او و نه «خاکستری» نمی‌توانند آسیبی وارد کنند.
آلن بعداً با سم که تبدیل به آواتار سفیدها شده بود، دوباره متحد شد. پس از مبارزه کوتاه خود با سولومون گراندی، پارلمان‌ها به دشمنی خود پایان دادند و به آلن، سام، گراندی، آواتار کلیر آزاتوت و یولاندا مونتز از گروه قرمز دستور دادند تا با هم برای مبارزه با تهاجم آپوکولیپس همکاری کنند.
هنگامی که آپوکولیپس شروع به نزدیک شدن به زمین ۲ می‌کند، پارلمان‌ها به نمایندگان خود توصیه می‌کنند که به نیروها بپیوندند و با این تهدید مبارزه کنند. در حالی که در مدار زمین هستند، آزاتوت و سالومون گراندی وسام ژائو جان خود را فدا می‌کنند تا آلن اسکات بتواند توانایی‌های پارلمانی خود را برای جلوگیری از نابودی زمین ۲ از آپوکولیپس دریافت کند. با او. پس از یک مبارزه فاجعه بار با دارکسید، آلن از خواب بیدار شد تا روح سم را ببیند که فاش کرد که او به عنوان آواتار سفیدها انتخاب شده‌است در حالی که به راه پارلمان کمک می‌کند تا انتقال آلن به تحقق کامل پتانسیل خود را به عنوان آخرین قهرمان زمین تسهیل کند. و به بهای از دست دادن خاطراتش از سام، جوهرهای اولیه‌اش را مجسم کند.